# Гривенский (Самарская область)
Гривенский — посёлок в Шигонском районе Самарской области России. Входит в состав сельского поселения Береговой.

## География
Находится на реке Тереньгулька, на расстоянии примерно 22 километра на северо-северо-запад от районного центра — села Шигоны.

## Население
| 2010 |
| ---- |
| 23   |

Постоянное население составляло 29 человек (русские 76 %) в 2002 году, 23 в 2010 году.

## Инфраструктура
Личное подсобное хозяйство с зоной сельскохозяйственного использования, индивидуальная застройка усадебного типа.

## Транспорт
Остановка общественного транспорта «Гривенский» при въезде в посёлок.